# Аветисян, Тигран Георгиевич
Тигра́н Гео́ргиевич Аветися́н (груз. ტიგრან გიორგის ძე ავეტისიანი, арм. Տիգրան Գեորգիի Ավետիսյան, 18 февраля 1891, Тифлис — 26 мая 1938, Красноярск) — армянский и грузинский политик, член Учредительного собрания Грузии (1919—1921). Член партии «Дашнакцутюн».

## Биография
Окончил юридический факультет Императорского Санкт-Петербургского университета.
Был арестован в 1908 году по политическим мотивам. В 1918 году избран членом парламента Демократической Республики Грузия.
В сентябре 1919 года на дополнительных выборах избран в Учредительное собрание Грузии.
Неоднократно арестовывался после установления советского режима. В 1935 году получил пять лет ссылки в Туруханск.
Работал юрисконсультом леспромхоза в селе Ярцево Туруханского края. Вновь арестован 7 февраля 1938 года по обвинению в принадлежности к контрреволюционной подпольной организации и террористической деятельности. Расстрелян 26 мая 1938 года.
Реабилитирован 8 июня 1957 года Красноярским краевым судом, а 10 июля 1989 года — Красноярской прокуратурой.